# Oscar Vilariño
Oscar Vilariño – urugwajski piłkarz, obrońca.
Jako piłkarz klubu CA Cerro był w kadrze reprezentacji podczas turnieju Copa América 1957, gdzie Urugwaj zajął czwarte miejsce w mistrzostwach Ameryki Południowej. Vilariño nie zagrał w żadnym meczu. W latach 1957-1959 wystąpił w dwóch meczach reprezentacji, jednym z nich był przegrany 0:5 mecz z Paragwajem w eliminacjach mistrzostw świata w 1958.